# Saint-Pierre-de-Clages
Saint-Pierre-de-Clages – wieś w Szwajcarii, w kantonie Valais. 
Centrum wsi leży na wysokości 518 m n.p.m. Ma ona 4113 stałych mieszkańców (2020).
Miejscowość należy też do tzw. miast książek i organizuje coroczny festiwal książki, którego charakterystyczną atrakcją jest możliwość wzięcia udziału w „cykloballadzie” – zwiedzaniu okolicy na rowerze i odkrywaniu dziedzictwa okolicy dzięki literaturze. 

## Zabytki
- XI-wieczny kościół romański zbudowany jako część nieistniejącego już opactwa Benedyktyńskiego. Wnętrze kamienne, pozbawione dekoracji. Witraże wykonane w 1948 roku[2].